# 巴布甘傑烏帕齊拉
巴布甘傑乌帕齐拉是孟加拉国巴里薩爾縣的一个乌帕齐拉，位於巴里薩爾專區的巴里薩爾縣。。

## 人口
據1991年孟加拉國人口普查，巴布甘傑共有戶數25,744戶，人口135,905人。其中男性佔比50.58%，女性佔比49.42%；成年人口66,984人。該地7歲以上人口之平均識字率為47.4%。